# Ознака Бєлоглазова
Ознака Бєлоглазова — одна з ознак біологічної смерті, яка може бути виявлена вже через 10–15 хвилин після її наступу. Полягає у придбанні людським очним зіницям характерної овальної або щілинної форми при здавлюванні очного яблука. Отримав свою назву на честь російського медика та земського лікаря М. Бєлоглазова; відомий також як симптом, проба або феномен Бєлоглазова або «котячого ока» і т. д.
Суть явища зводиться до того, що при здавлюванні очного яблука мертвої людини його зіниця набуває овальної форми, а у здорової живої людини такої реакції не спостерігається. Це пов'язують з неминучим після смерті падінням артеріального тиску і відсутністю активності центральної нервової системи, яке проявляється у відсутності тонусу очної мускулатури (дилататорів і сфінктерів зіниць, що відповідають за їх форму).
Дана проба набула широкого поширення при констатації факту летального результату під час первинного огляду людського трупа, проте її використання при дослідженні людських останків у морзі через хоча б 1,5-2 години після смерті може не відбутися через трупне окостеніння, яке охоплює і м'язи очей, призводячи до втрати їх еластичності.
Проте зазначається, що ознака Белоглазова може бути зафіксована у випадках уявної смерті, під час агонального періоду і при коматозних станах різної природи та походження.